# كنيسة القيامة المقدسة (ألاسكا)
كنيسة القيامة المقدسة في بيلكوفسكي، ألاسكا هي كنيسة أرثوذكسية روسية تاريخية.
تعتبر «مثالًا صارخًا لنوع خاص من التراث المعماري للكنيسة الأرثوذكسية الروسية»، مع سقف هرمي الشكل فوق برج مركزي، في تصميم يتبع تصميم كنيسة القيامة عام 1732 على نهر موسكفا، بالقرب من موسكو، روسيا. يُعتقد أنه توجد كنيسة في هذا الموقع منذ عام 1881؛ الكنيسة الحالية قد تكون إعادة بناء. :13
أثر تصميم الكنيسة على تصميم الكنيسة الأرثوذكسية الروسية اللاحقة عام 1888 في كارلوك وكذلك الكنيسة الأرثوذكسية الروسية عام 1906 في أوزينكي.
أُضيفت إلى السجل الوطني للأماكن التاريخية عام 1980. انتقل سكان بيلكوفسكي تدريجياً إلى القرى المجاورة مما أتاح لهم فرصًا اقتصادية جديدة. تم نقل مخزون الكنيسة الغني، بما في ذلك إيقونسطاس جميل يحتوي على العديد من الأيقونات من روسيا، إلى كينغ كوف، على بعد اثني عشر ميلاً بالقارب، حيث بني كنيسة أرثوذكسية جديدة في الثمانينيات.